# Drassó
Drassó (románul Drașov) falu Romániában, Fehér megyében.

## Fekvése
Gyulafehérvártól délkeletre, Spring, Konca és Kútfalva közt fekvő település.

## Története
Drassó nevét 1309-ben említette először oklevél Drasseu néven.
1332-ben Drasov, 1380-ban Drassow, 1403-ban Drasso-nak írták.
1309-ben már egyháza is volt, ekkor már János nevű plébánosát is említették, aki a spingi kerület papjainak és a székeskáptalan perében volt említve.
1332-ben Drassó neve is szerepelt a pápai tizedjegyzékben Drasow néven. Miklós nevű papja ekkor 9 dénárt fizetett.
1345-ben Mihály comes birtokának írták.
1446-ban Nádasdi Salamon fiának, Mihálynak a birtoka, aki azt a káptalannak adományozta.
1451-ben Egeresi Imre kanonok és dékán tiltakozott az ellen, hogy Hunyadi János kormányzó Drasso birtokot elfoglalta és azt Vingárti Geréb Jánosnak készült adományozni.
A reformáció alatt katolikus lakói református hitre tértek.
Az 1700-as évek második felében gróf Lázár János birtoka volt, akinek itt kúriája is volt, és birtokos volt ezenkívül Sping, Vingárd és Gergelyfája helységekben is.
1891-ben gróf Teleki Árvéd uradalmához tartozott.